# 久々野駅
久々野駅（くぐのえき）は、岐阜県高山市久々野町久々野にある、東海旅客鉄道（JR東海）高山本線の駅である。
旧・久々野町の中心部にあり、一部の特急「ひだ」（下りは昼と夜に1本ずつ、上りは朝に2本、計2往復）が停車する。標高は高山本線で一番高い676mである。

## 歴史
- 1934年（昭和9年）10月25日：国鉄高山本線 飛騨小坂 - 高山 - 坂上間の開通時に開業[1]。一般駅[2]。
- 1977年（昭和52年）11月30日：車扱貨物の取扱を廃止[2]。
- 1984年（昭和59年）2月1日：荷物の取扱いを廃止[2]。
- 1987年（昭和62年）4月1日：国鉄分割民営化によりJR東海が継承[2]。
- 2010年（平成22年）
  - 4月1日：東海交通事業による簡易委託廃止により無人化。近距離切符の販売のみ「ひだ桃源郷くぐの観光協会」に委託継承[3]。
  - 11月：駅舎が解体される。
- 2012年（平成24年）4月1日：「ひだ桃源郷くぐの観光協会」による委託を終了。完全無人化[4]。

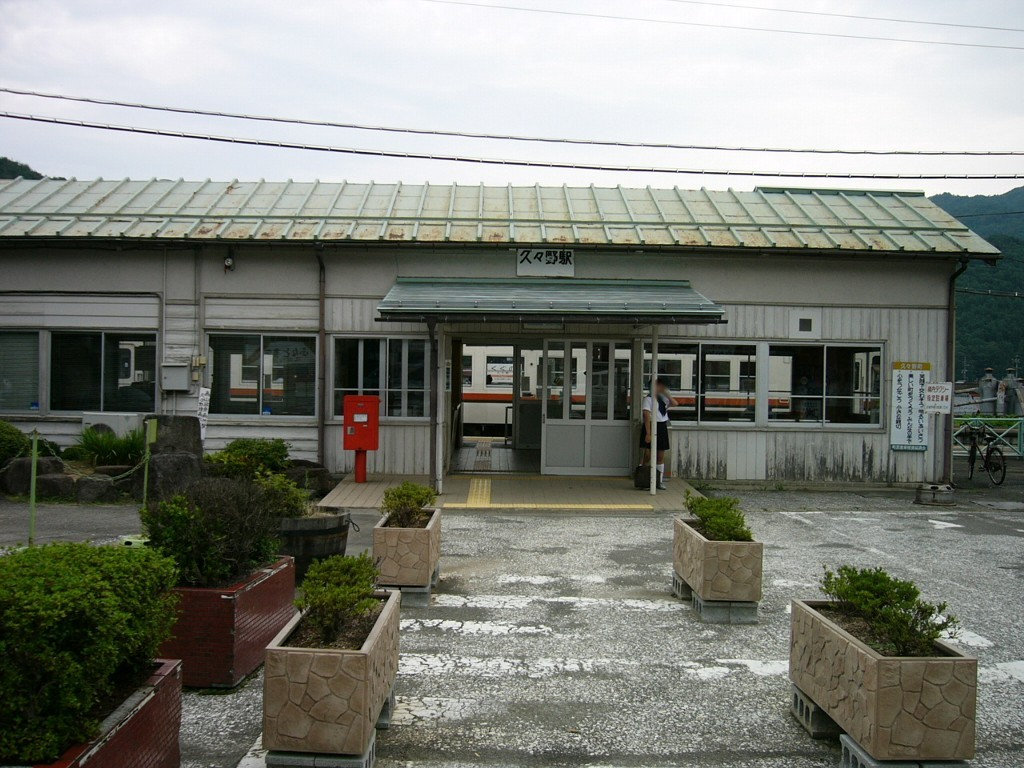
旧駅舎

## 駅構造
単式ホーム1面1線、島式ホーム1面2線、計2面3線のホームを持つ地上駅。構内西側に単式ホーム、構内東側に島式ホームが配置されている。1番線（単式ホーム）を高山方面行きの下り列車が使用し、2番線（島式ホーム内側）を下呂・名古屋方面行きの上り列車が使用する。3番線（島式ホーム外側）は2023年3月改正ダイヤでは1日1本下り列車が使用する程度であるが、水無神社初詣のための臨時列車の折り返し等にも利用されている。ホーム有効長が9両程度と短いため、車両を増結した10両編成の特急列車の場合、現在では一部のドアが開かない（ドアカット）。また3番線の外側には、3番線から分岐する保線車両留置線が1本並行している。
かつて駅舎が1番線側に建っていたが、現在は倉庫併設の待合室のみとなっている。1番線と2・3番線は屋根付きの跨線橋で結ばれている。
高山駅管理の無人駅。2010年3月31日までは、東海交通事業に簡易委託されマルス端末も設置されていたが、利用客の減少と駅員の高齢化で後任のめどが付かないため、駅自体は無人化された。その後、駅に隣接する「ひだ桃源郷くぐの観光協会」が近距離切符のみを委託で販売していたが、2012年3月31日をもって販売を終了し、完全な無人駅となった。

### のりば
| 番線 | 路線        | 方向 | 行先           | 備考               |
| ---- | ----------- | ---- | -------------- | ------------------ |
| 1    | CG 高山本線 | 下り | 高山・富山方面 |                    |
| 2    | CG 高山本線 | 上り | 下呂・岐阜方面 |                    |
| 3    | CG 高山本線 | 下り | 高山・富山方面 | 一部の普通列車のみ |

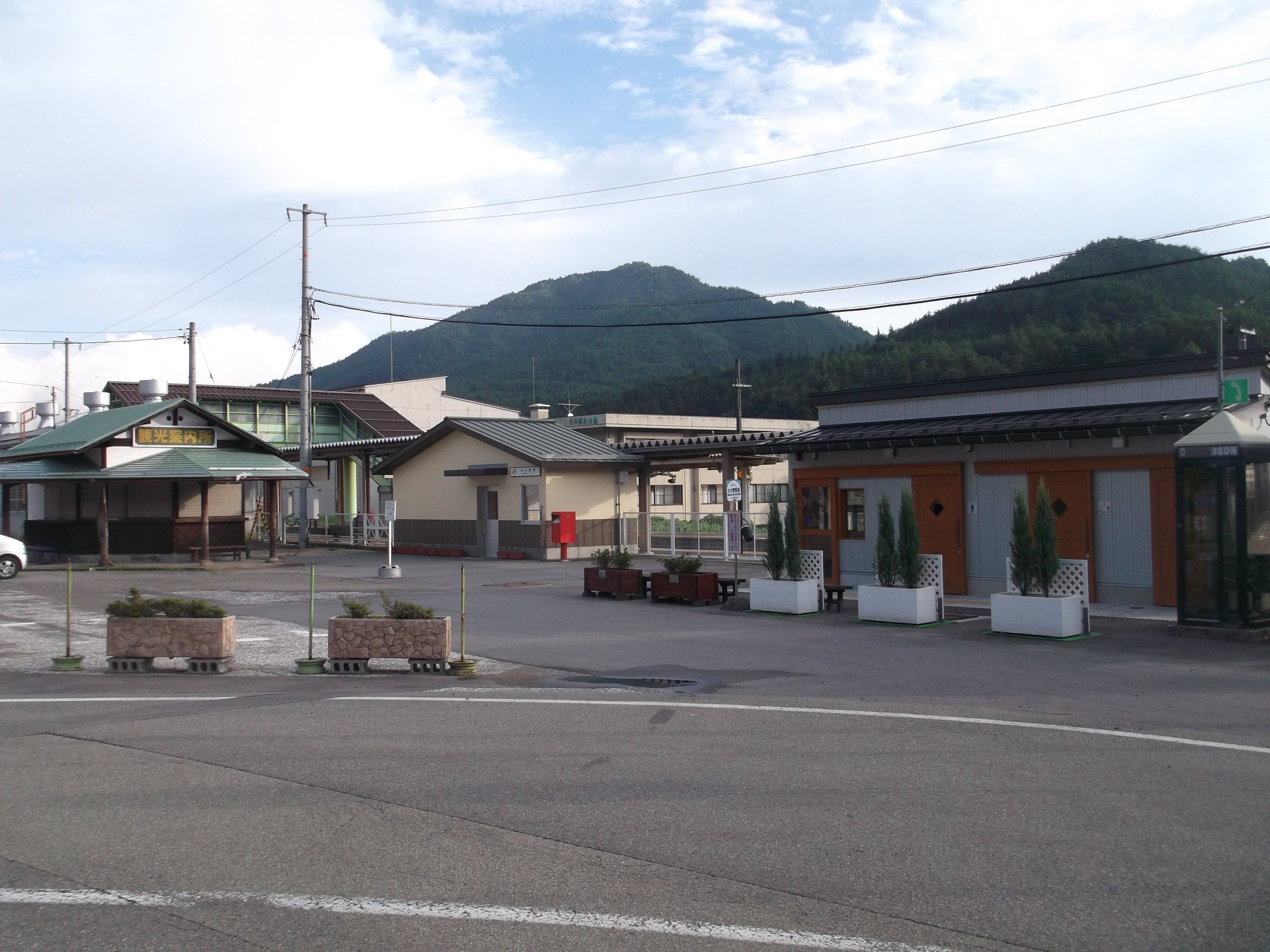
駅舎右がバス待合所、左がひだ桃源郷くぐの観光協会
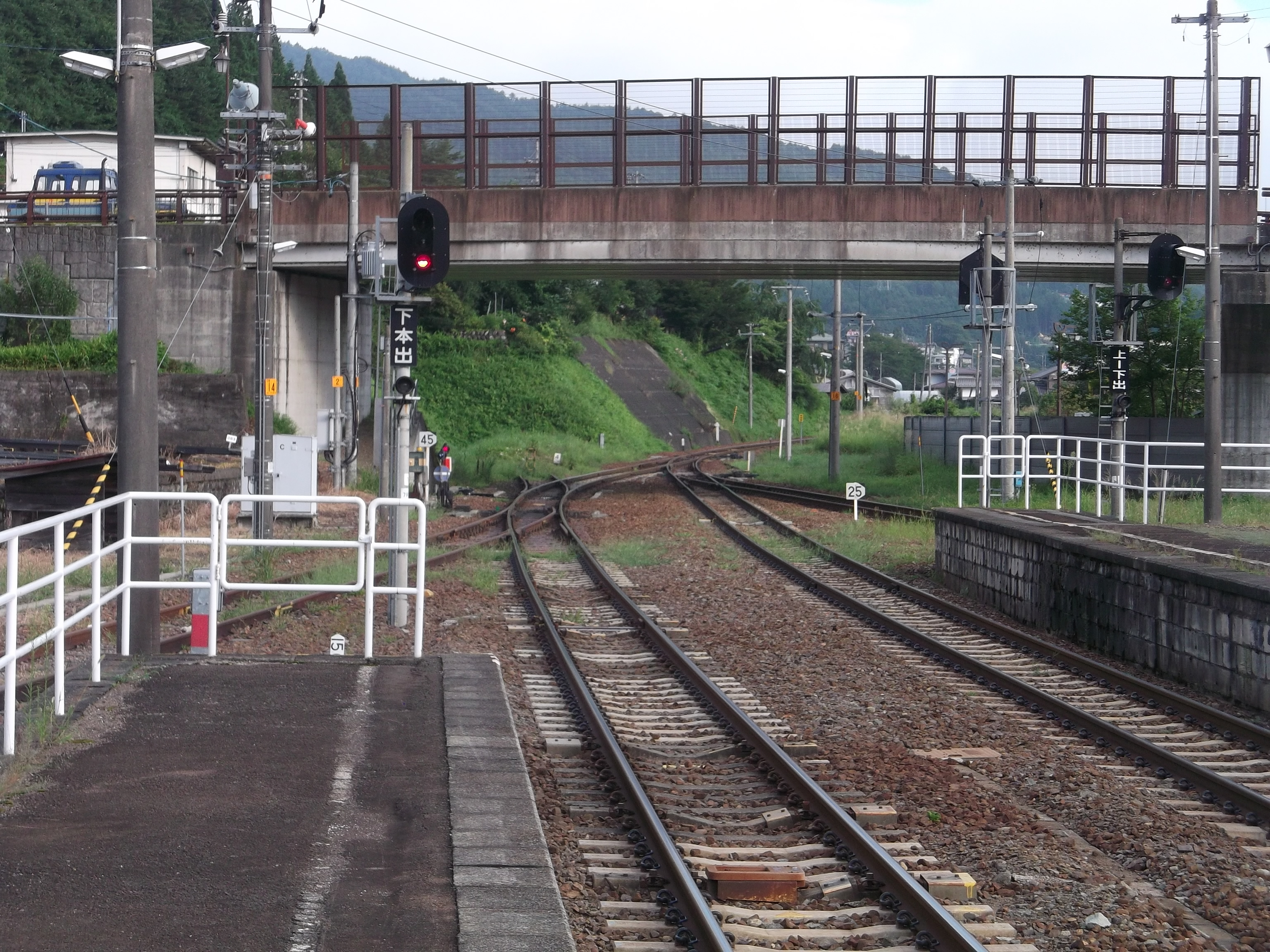
ホームから飛騨一ノ宮方面を望む
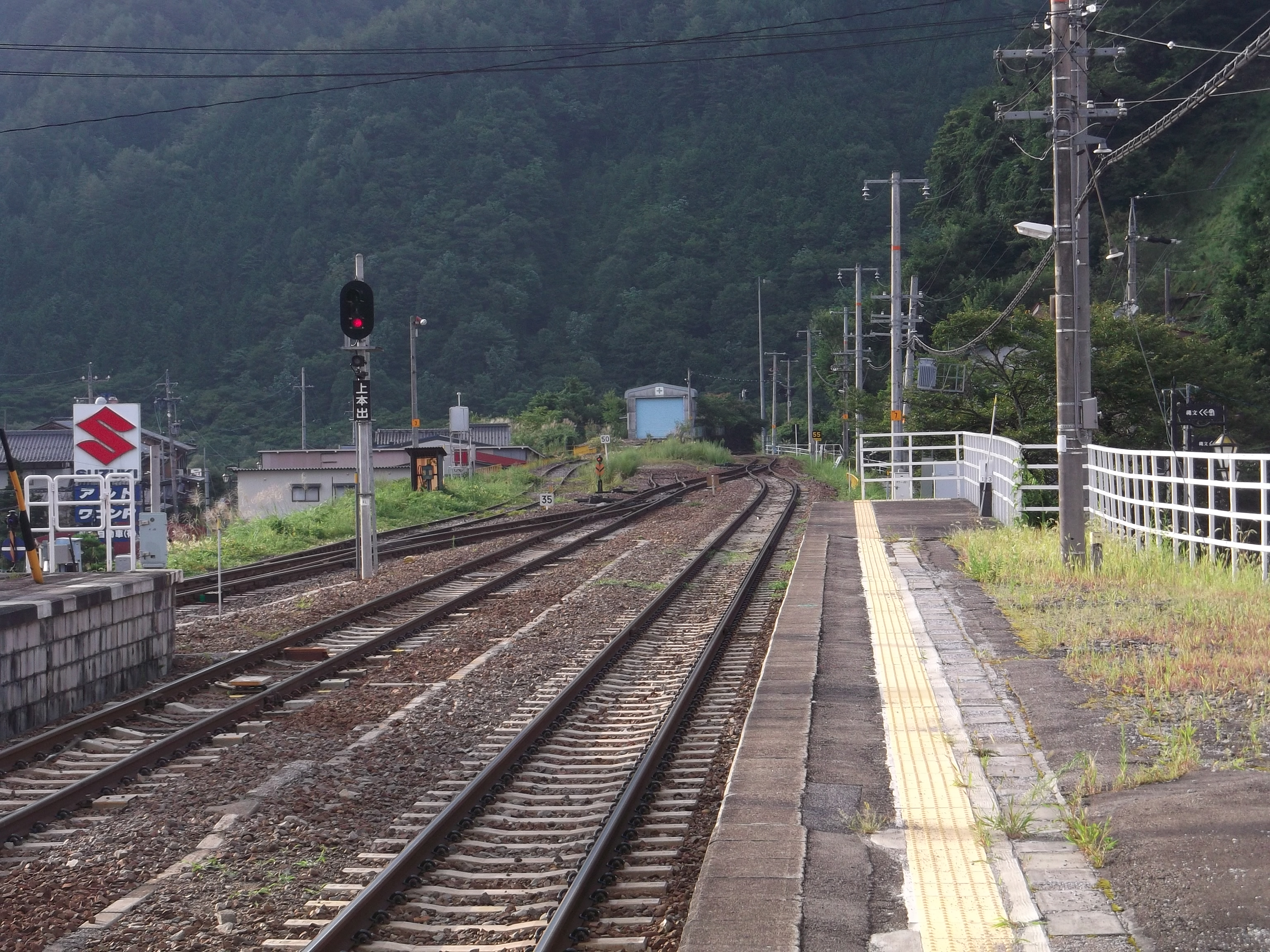
ホームから渚方面を望む

## 利用状況
「岐阜県統計書」と「高山市のあらまし」によると、近年の1日平均乗車人員は以下の通り。
| 年度   | 1日平均 乗車人員 |
| ------ | ---------------- |
| 2005年 | 134              |
| 2006年 | 130              |
| 2007年 | 129              |
| 2008年 | 129              |
| 2009年 | 112              |
| 2010年 | 100              |
| 2011年 | 97               |
| 2012年 | 99               |
| 2013年 | 102              |
| 2014年 | 89               |
| 2015年 | 89               |
| 2016年 | 74               |
| 2017年 | 71               |
| 2018年 | 54               |
| 2019年 | 53               |

## 駅周辺
飛騨川と無数河川の合流地点付近にある山あいの狭い低地に位置する。太平洋側・日本海側の分水嶺となる宮峠手前の駅であり、高山本線では太平洋側最北の駅となる。
駅付近は久々野町の中心部であり、行政機関や住宅商店が集まる。駅前に男女別水洗公衆トイレ(多目的トイレ併設)がある。
- 観光案内所
- 高山市役所久々野支所
- 濃飛乗合自動車久々野駅前バス停
  - 高山-下呂
    - 日中の停車列車がほとんどない当駅において事実上JR高山本線を補完するバス路線。
- 総合運動公園・中央体育館
- 堂之上遺跡
- 久々野歴史民俗資料館
- 舟山高原スキー場（ひだ舟山スノーリゾートアルコピア） - 2023年3月12日廃止[5]
- 走り乃神社 - タクシーで約15分、冬季閉鎖
- 高山市立久々野中学校
- 高山市立久々野小学校

## 隣の駅
※当駅に一部が停車する特急「ひだ」の隣の停車駅は列車記事を参照のこと。
東海旅客鉄道（JR東海）
CG 高山本線
渚駅 - 久々野駅 - 飛騨一ノ宮駅